# Wil (district)
De kieskring Wil is een bestuurlijke onderverdeling in het Zwitserse kanton Sankt Gallen, die ontstond na de herindeling van het kanton van 2003. Het gebied bestaat uit de voormalige twee districten Wil en Untertoggenburg (zonder Ganterschwil en Mogelsberg, die bij het district Toggenburg kwamen).
Het gebied Wil heeft 68.480 inwoners en omvat de volgende gemeenten:
| Wapen | Gemeentenaam       | Inwoners (31/12/2005) | Oppervlakte (km²) |
| ----- | ------------------ | --------------------- | ----------------- |
|       | Bronschhofen       | 4519                  | 13,16             |
|       | Degersheim         | 3830                  | 14,48             |
|       | Flawil             | 9680                  | 11,51             |
|       | Jonschwil          | 3285                  | 10,99             |
|       | Niederbüren        | 1413                  | 15,92             |
|       | Niederhelfenschwil | 2693                  | 16,34             |
|       | Oberbüren          | 3977                  | 17,71             |
|       | Oberuzwil          | 5700                  | 14,11             |
|       | Uzwil              | 12.055                | 14,49             |
|       | Wil                | 17.015                | 7,62              |
|       | Zuzwil             | 4313                  | 8,96              |
|       | Totaal (11)        | 68.480                | 145,29            |

Rheintal · Rorschach · Sankt Gallen · Sarganserland · See-Gaster · Toggenburg · Werdenberg · Wil